# NGC 2709
NGC 2709 is een lensvormig sterrenstelsel in het sterrenbeeld Waterslang. Het hemelobject werd op 27 januari 1852 ontdekt door de Ierse astronoom William Parsons.

## Synoniemen
- MCG 0-23-16
- ZWG 5.35
- NPM1G -03.0280
- PGC 25103